# جهانگیر زینالوف
جهانگیر مشهدی‌رضا اوغلو زینالوف (۲۱ سپتامبر ۱۸۶۵–۲۲ اکتبر ۱۹۱۸) بازیگر و بنیانگذار مدرسه بازیگری رئالیستی در آذربایجان بوده‌است.